# Trúc Bạch
Trúc Bạch là một phường thuộc quận Ba Đình, thành phố Hà Nội, Việt Nam.
Phường Trúc Bạch có diện tích 0,52 km², dân số năm 2022 là 7.514 người, mật độ dân số đạt 14.450 người/km².

## Địa lý
Phía bắc giáp phường Phúc Xá
Phía nam giáp phường Quán Thánh
Phía đông giáp phường Nguyễn Trung Trực
Phía tây giáp phường Yên Phụ, quận Tây Hồ.

## Đường phố
- Châu Long
- Cửa Bắc
- Đặng Dung
- Lạc Chính
- Mạc Đĩnh Chi
- Nam Tràng
- Ngũ Xã
- Nguyễn Biểu
- Nguyễn Khắc Hiếu
- Nguyễn Khắc Nhu
- Nguyễn Trường Tộ
- Phạm Hồng Thái
- Phó Đức Chính
- Thanh Niên
- Trần Tế Xương
- Trấn Vũ
- Trúc Bạch
- Yên Ninh
- Yên Phụ

## Di tích lịch sử
Trên địa bàn phường có nhiều di tích lịch sử đã được xếp hạng như:
- Đình An Trí hiện ở tại số 55 Trúc Bạch, được xếp hạng công nhận di tích lịch sử cấp Quốc gia năm 2009;
- Chùa Châu Long nằm tại 32 ngõ Chùa Châu Long;
- Chùa Ngũ Xã nằm tại 44 phố Ngũ Xã cũng đã được xếp hạng đi tích lịch sử vào các năm 1993 - 1994;
- Chùa Am nằm tại ngõ 29 phố Cửa Bắc;
- Đền Cẩu Nhi nằm trên Hồ Trúc Bạch.

## Kinh tế
Phường trước đây có làng nghề đúc đồng Ngũ Xã, nay do bị đô thị hóa dần trở thành khu phố ẩm thực với món phở cuốn nổi tiếng.